# Magatartászavar

## Magatartászavarról általában

### Definíció
A BNO-10 meghatározása szerint a magatartászavar (F91):
- A visszatérő és tartós antiszociális, agresszív, vagy dacos magatartás jellemző. A viselkedés a kornak megfelelő szociális elvárások durva áthágásához vezet, sokkal súlyosabb mértékben, mint egy hagyományos gyerekcsíny vagy serdülőkori lázadás.
- Izolált antiszociális vagy kriminális cselekedetek önmagukban nem elegendőek a diagnózis használatához, ami a viselkedés tartós zavarára utal. Nem javasolt a diagnózist használni akkor sem, ha a magatartászavar kevesebb, mint 6 hónapja észlelhető.
- A magatartászavar más pszichiátriai zavar tünetei közé is tartozhat, ilyenkor meg kell találni a mentális zavar megfelelő diagnózisát:
  - Kizáró okok lehetnek a (ritka és) súlyos állapotok (szkizofrénia, mánia, pervazív fejlődési zavar, hiperkinetikus zavar és a depresszió).
  - A magatartászavarok egy része a felnőttkori antiszociális személyiségzavarba torkollhat.
  - Jól elkülöníthető az emocionális zavartól, de a hiperaktív zavartól kevésbé, mivel sok az átfedés.

### Típusai
- F 91.0 Családi körre korlátozódó magatartászavar
  - Több, mint az ellenkezés vagy dac, disszociális és agresszív viselkedést jelent, melyben az abnormális viselkedés teljesen vagy majdnem teljesen az otthonra, a szűk értelemben vett családtagokkal való interakciókra korlátozódik.
  - A súlyosan zavart szülő-gyerek kapcsolat önmagában nem elegendő; elő kell fordulnia még az otthonról való szökésnek, pénzlopásnak is a diagnózishoz.
  - Ez kifejezett, szándékosan destruktív viselkedéssel társul, ami leggyakrabban valamelyik családtag (illetve annak személyes tárgyai) ellen irányul.
  - Hátterében gyakran valamely családtaggal való kifejezetten rossz viszony húzódik meg, egyes esetekben akkor alakul ki, mikor (új) kistestvér születik.
- F 91.1 Kortárscsoportba sem beilleszkedők magatartászavara (nem szocializált magatartászavar)
  - Jellemzője a többi gyerekkel való kapcsolat átható abnormalitása, ami kombinálódik az állandó antiszociális és agresszív magatartással, amely kimeríti a magatartászavar általános kritériumait, és nem csak ellenkezést, dacot, bomlasztó viselkedést foglal magába.
  - Ennek a zavarnak a kortárscsoportba való beilleszkedés hiánya a legfontosabb tünete.
- F 91.2 Kortárscsoportba beilleszkedők magatartászavara (szocializált magatartászavar)
  - Jellemzője a kortárscsoportjukba jól beilleszkedett egyének állandó antiszociális vagy agresszív magatartása.
  - Az elkülönítés kulcsa a meglévő, tartós, kortársakkal kötött barátságok (amennyiben a kortárscsoport az elfogadhatatlan viselkedést helyesli és a szubkultúra szabályozza azt).
  - Ha az antiszociális viselkedés támadásokat, kötekedést takar, akkor az áldozatokkal vagy idősebb gyerekekkel általában zavart kapcsolata van.
  - A felnőttekkel való kapcsolat változó, tekintélyszemélyekkel rossz, míg másokkal jó lehet.
  - Az emocionális zavar elhanyagolható.
  - A magatartászavar a családon kívül sokkal kifejezettebb és sokszor az iskolára jellegzetes.
  - Ide sorolják: a Csoportos magatartászavart; a Csoportos garázdálkodást; a Bandatagok támadásait; Csoportos lopást; és az Iskolakerülést – nem ide sorolódik: viszont a Bűnöző magatartás, pszichiátriai zavar nélkül.
- F 91.3 Nyílt (kihívó) oppozíciós zavar
  - Elsősorban kifejezetten dacos, engedetlen, kötekedő (bomlasztó) viselkedéssel jellemezhető, amibe nem tartoznak bele a garázda cselekedetek, illetve az agresszív vagy antiszociális viselkedés sokkal extrémebb formái.
  - Ez általában 9-10 éves kor alatti gyerekeknél előforduló magatartászavar. (Kérdés, hogy a Magatartászavar általános kritériumaihoz illetve kategóriájához képest a különbség csak mennyiségi vagy minőségi.)
  - Alapvető tünete a zavarnak a tartósan negativisztikus, ellenséges, támadó, provokatív és indulatos viselkedés, amely egyértelműen kívül esik az adott életkorú gyerekek szocio-kultúrájának normális határain. (Nem tartoznak ide a mások emberi jogaival szembeni súlyos erőszakos cselekedeteket magába foglaló Családi körre korlátozódó illetve a Kortárscsoportba beilleszkedettek magatartászavarok.)
  - Az ide sorolható gyerekek gyakran és aktívan elutasítják a felnőttek kéréseit, vagy szerepeket és szándékosan dühítenek másokat. Általában dühösek és haragtartók, könnyen megbántódnak, feldühödnek, amennyiben saját hibáikra figyelmeztetik őket.
  - Kifejezetten perfekcionisták lehetnek, jó intellektussal rendelkezhetnek. Alacsony frusztrációs toleranciájuk van, könnyen indulatba jönnek.
  - Az ellenkezésük tipikusan kihívó jellegű, konfrontációt kezdeményezők, általában kifejezetten durvák, együttműködést kerülők, tekintélyszemélyekkel ellenkeznek.
  - A racionális érvelést, a realitást nem hajlandók figyelembe venni, olykor úgy tűnik, mintha kizárólag az ellenkezésen keresztül fejeznék ki magukat.
  - Ez a viselkedés nyilvánvaló azokkal felnőttekkel és gyerekekkel, akiket már jól ismer (idegenekkel alig).
  - Az alapvető különbség a többi magatartászavarhoz képest, hogy törvénybe ütköző és mások emberi jogait sértő cselekedetek nem észlelhetők (nincs lopás, zaklatás, támadás, destrukció) – viszont a kihívó oppozíciós zavar tünetei gyakran észlelhetők más magatartászavarokban.
- F 91.8 Egyéb magatartászavar – Viselkedés zavar
- F 91.9 Nem meghatározott magatartászavar – Diszruptív viselkedési zavar
  - Ide sorolódik a máshol nem osztályozott gyermekkori viselkedészavar és a máshol nem osztályozott gyerekkori magatartászavar.

### Mi okozhatja?
Alapja: szociális adaptáció sérülése
- Genetikai tényezők
  - Agresszív szülőtől származó örökbefogadott utódok között nagyobb számban fordul elő.
  - Kromoszóma rendellenességek, melyek értelmi fejlődés elmaradásával is járnak: Down syndroma, Edwards syndroma, Patau syndroma[halott link], stb.
  - Betegségek: pl. süketség, vakság.
  - Kötődési készség (attachment): minden újszülöttnek biológiailag determinált érzékenysége van kapcsolatok létesítésére, minden csecsemő 6-8 hónapos korra kialakítja szelektív kötödését egy bizonyos személyhez.
- Környezeti hatások
  - Szülő személyisége:
    1. Nyitott vagy zárkózott
    2. Meleg elfogadó vagy elutasító
    3. Türelmes vagy ingerlékeny
    4. Magabiztos vagy szorong

  - Szülő fizikai vagy pszichés betegsége
  - Család szociokulturális miliője
    1. Éhezés
    2. Nevelési attitűd – büntetés
    3. Fizikai bántalmazás
    4. Kirekesztettség

  - Organikus sérülések:
    1. Prenatális sérülések: pl.: hypoxiás, vérzéses eredetű – prefrontális lebenyt érintik.
    2. Perinatalis sérülések: komoly értelmi és mozgásfejlődésbeli elmaradást okoznak.
    3. Postnatális sérülések: tumor, egyéb sérülések, balesetek.

  - Pszichés traumák:
    1. Fontos családtag elvesztése, feldolgozatlan gyász.
    2. Állami gondozásba kerülő gyermekek.
    3. Súlyosan bántalmazott, vagy elhanyagolt gyermek.
    4. Csonka családban felnőtt gyermek.

### Tünetek
- tanulási motiváció zavara
- fáradékonyság
- szórt, könnyen elterelhető figyelem
- állandó fészkelődés
- bekiabálás tanítási órába
- verbális agresszivitás
- gyenge feladattudat
- félelem a felnőttektől
- félelem a társaktól
- félelem a feladathelyzetektől
- visszahúzódás
- gyakori hallgatás
- kötözködés a társakkal
- agresszív viselkedés a felnőttekkel szemben
- trágár beszéd
- hazudozás
- sértődékenység
- hangulatingadozás
- szófogadatlanság
- önbizalom hiánya
- gyakori sírás
- szemkontaktus kerülése
- alkalmazkodóképesség zavara
- meggondolatlanság
- ügyetlenség
- impulzivitás
- zavart nevetgélés
- körömrágás
- ujjszopás
- ideges játék a kezekkel
- gyors, hirtelen kapkodó mozdulatok
- bizonytalan körbetekintgetés
- lopás
- csavargás
- társas kapcsolatok hiánya
- szemtelenkedés a felnőttekkel
- gyakori hasfájás
- verekedés
- érzékenység
- öntörvényűség
- hangoskodás
- bohóckodás
- hiszékenység
- felelősség hárítása
- uralkodás másokon
- érdektelenség
- türelmetlenség
- zárkózottság
- bosszúállás
- dac
- kiszámíthatatlanság
- passzivitás
- rosszindulatúság
- összefüggések nehezebb felismerése
- dadogás
- indulatosság

## Magatartászavaros fiatalok a családban
A társadalmi beilleszkedés legnagyobb kihívása napjainkban egyre növekvő deviáns viselkedésű fiatalok megjelenése. Fokozottabb veszélyt jelent a bűnözés, agresszív életellenes és a testi épség elleni bűncselekmények arányának emelkedése.
Pszichés problémák:
- A (főleg az antiszociális viselkedést magyarázó) korai teóriák hiányos szuperegót, illetve ego-gyengeséget feltételeztek. A magatartászavarral küzdők egy része intézetben nevelkedettek közül kerül ki, vagy változó nevelők közt élt, kapcsolati, kötődési zavarai lehetnek.
- Jellemzőek a beilleszkedési problémák minden közösségben.
- Viselkedésben tapasztalható a grandiozitás, a kritikátlanság; a gondolkodásban előtérben lehet az egoizmus, és a gyanakvó, paranoid felfogásmód, a feltűnő empátia-hiány mögött a bizonytalanság és a csökkent önértékelés.
- Elhárító mechanizmus: főként az elkerülés, tagadás, az agresszorral való azonosulás, valamint az externalizáció.
- Interperszonális kapcsolataikra a gyanakvás, a hosztilitás; valamint az empátia és a bűntudat hiánya jellemző.
- Előfordulnak ugyanakkor internalizáló viselkedésformák is: öngyilkossági kísérlet, önsebzés; a társuló pszichiátriai betegségek közül a hiperkinetikus zavar és a depresszió a leggyakoribb.
- Az alacsony intelligencia, illetve a tanulási (részképesség) zavarok tekintetében elmondható, hogy ezek (több más faktoron keresztül) növelik a magatartászavar kialakulásának valószínűségét.

Szociális nehézségek:
- 'Társadalmi helyzet (szociológiai teóriák, 60-as évek):
  - Az antiszociális viselkedés mögött a szociális depriváció miatti csalódottság és düh állhat, esetleg másféle normák.
  - A gyakoriság nem a vétségben, hanem a felderítésben (elfogott elkövetők számában) több az alacsonyabb osztályokban.
- A társadalmi helyzeten kívül fontos tényezők még:
  - A család nagysága, a szülői felügyelet, a szülők fizikai és mentális betegségei; a gyermeknevelési szokások – az erős testi fenyítés és a gyermekkori agresszív viselkedés összefüggése – az alkohol- és droghasználat módja.
- Tömegkommunikációs hatások:
  - A televízióban illetve a nyomtatott médiában a fizikai erőszak, a brutalitás és a katasztrófák képeivel vagyunk elárasztva, egyre fiatalabb életkorban “jutnak hozzá” a gyerekek az öldöklős akció-horror elemekkel telezsúfolt PC-s játékokhoz és filmekhez.
  - Mindezek megértése életkor-függő. A filmekben látott igazolást vagy jutalmazást nyert agressziót a gyerekek utánozzák; az erőszak gyakori látványa a saját agresszivitást növeli, míg a mások agresszivitásával (illetve szenvedésével) szemben közönyössé, fásulttá tesz.
- Szülői, nevelési hatások:
  - A nagyon agresszív, antiszociális fiatalok szülei is nagyon agresszívek. A viselkedés tanulása, utánzása (az agresszorral való azonosulás) inkább magyarázza, mint az öröklődés. Felmerül ugyanakkor a fizikai bántalmazás következtében elszenvedett organikus agysérülés lehetősége, amely hangulati ingadozáshoz, impulzív magatartáshoz vezethet az agresszív szülők gyermekeinél.
  - A csonka család nem annyira mutat korrelációt az antiszociális viselkedéssel, mint a rossz családi élet, az állandó feszültségek és a verekedések. Szülői következetlenség, hideg, érzelmi támogatást nem nyújtó szülő-gyerek kapcsolat jellemző.

## Deviancia?
Magatartás-zavar és deviancia

A magatartászavaros fiatalok nem fogyatékosok – sem testileg, sem értelmileg – viszont a fogyatékosok között is vannak magatartászavaros fiatalok. Ha a magatartászavaros fiatal elfogadott normát szeg meg tetteivel, eltérő viselkedése antiszociális viselkedéssé fajul, akkor alkalmazható rá a deviáns, normaszegő viselkedésű magatartászavaros fiatal fogalma. 

Előfordulhat, hogy egy adott társadalomban elfogadott elvárások, normák nem egyeznek meg egy másik társadalom normáival. Ennek, illetve a normák eltérésének megfelelően ami az egyik társadalomban normaszegésnek, deviáns viselkedésnek számít, a másik társadalomban nem az. De még egy adott társadalmon belül is másként ítéli meg egy-egy réteg a deviancia fogalmát, attól függően, hogy melyik csoportba sorolja önmagát, vagy előítéletek alapján hova sorolják mások. 

Eszerint beszélhetünk a szubkultúrákról. Ez azt jelenti, hogy egy kisebb népességcsoportban azonos normák érvényesülnek, és ezek eltérhetnek a társadalmilag elfogadott normáktól, így az egyik rétegben a lopás bűncselekménynek számít, más rétegben ezt úgy értelmezik a norma szerint, hogy elvette, mert szüksége volt rá, és neki nem volt.
Deviáns viselkedés és a család

A deviáns magatartás kialakulásában döntő szerepe van a családnak, a család hatásának a magatartászavaros fiatalra. Ez úgy valósul meg a gyakorlatban, hogy ha a család tagjai között van deviáns magatartású személy, akkor a deviáns magatartásforma példajellegű lesz, a magatartászavaros fiatal mint fejlődő személyiség gyakran követi a deviáns viselkedésű felnőttet.

Kisebb számban a normális környezetben is megfigyelhető, hogy a fiatal deviáns viselkedésűvé válhat, ha a családban passzív nevelés folyik. Például amikor a nagyon elfoglalt szülők elhanyagolják gyermekeik nevelését, „csak a munkának élnek”, emiatt nem jut idejük a gyermekeikre. Ezeket a fiatalokat „az utca, baráti kör” neveli. Ilyenkor a kortárscsoportok szolgálnak példaképül a fiataloknak, és ha a kortárscsoport deviáns viselkedésű, akkor a csoporthoz csapódó magatartászavaros fiatalok is nagy valószínűséggel deviáns magatartásúak lesznek. Legtöbbször az ilyen szülőknek nincs tudomásuk arról, hogy gyermekük milyen környezetben mozog. Csak akkor döbbennek rá, hogy milyen hibát követtek el, amikor megkapják a hatóságoktól az idézést, hogy gyermekükkel együtt jelenjenek meg egy jegyzőkönyvi meghallgatáson vagy kihallgatáson. Mivel ezeknek a magatartászavaros fiataloknak etikai, morális ítélőképességük neveltetésük miatt hiányos, nem tudják megítélni a devianciát, amelynek elemei könnyen beépülnek személyiségükbe. Magatartászavaruk általában csak akkor tűnik fel a szűkebb környezet, a család számára, amikor valamilyen bűnt követnek el, és ez kiderül. 

A bűnelkövető fiatalok magatartászavarosak, mert nem az érvényes társadalmi normáknak megfelelően viselkednek. Erkölcsi ítéletalkotásuk is téves alapon, a család eltérő értékítéletén alapul. Napjainkban nem ritkaság a nagyvárosokban, a fővárosban a gyermekbűnözés sem. Gyakori eset, amikor a kiskorúak testi fenyegetéseikkel játékszereik, értékeik, például kerékpárjuk átadására kényszerítik az iskoláskorú gyerekeket. A fiatalkorúak bűnözése az összbűnözésben mért arányokhoz képest ténylegesen magasabb erőszakos bűnözési arányokkal jellemezhető. A 14. és 17. életév között lévő fiatalok a teljes magyar lakónépesség átlagánál mindegy háromszor gyakrabban követnek el erőszakos bűncselekményt. 

Kérdés lehet, milyen mozgatórugók vannak a háttérben. Többnyire nem is mint kriminalisztikai, hanem inkább mint neveléspszichológiai problémák jelennek meg. Az áldozat gyakran tehetős szülők gyermeke, aki több ajándékot kapott, mint szeretetet. Az elkövető gyerekkorú, fiatalkorú pedig gyakran olyan családban él, ahol nemcsak az anyagi körülmények sivárak, hanem a létforma is.

## Diagnosztizálás
A deviáns veszélyeztetettség kísérleti prognosztikai skálája (magatartászavar felmérése)

A cél egy olyan prognosztikai értékű diagnosztikus skála kialakítása volt, amely alkalmas arra, hogy elfogadható szinten valószínűsítse a serdülő- és fiatalkorban bekövetkező deviációs veszélyeztetettségeket, és módot adjon a korai megelőzés pszichológiai és pedagógiai módszereinek alkalmazására. A kutatás kereteinek meghatározása érdekében definiálni kellett a deviáció fogalmát. "A deviáció olyan személyiségzavar, amelynek vezető tünete a viselkedés szintjén a társadalmi szokás- és normasértés. A deviáns viselkedés tehát mindig társadalmi értéket támad, veszélyeztet vagy pusztít." Deviáns jelenségek: a bűnözés, az alkoholizmus és kábítószer használata, az öngyilkosság és annak kísérlete illetve azok a szexuális rendellenességek, melyeknek normasértő jellegük van (pl.: megrontás, nemi erőszak, exhibicionizmus).

A skála kialakításánál lényeges követelmény fogalmazódott meg: ne legyen teszt. A prognosztikai skála értelme, ha olyan egyszerű módszert sikerül kidolgozni, amely klinikai pszichológiai szakvizsgálat nélkül (a családra vonatkozó adatok és a gyermek viselkedésének ismeretében) alkalmas a veszélyeztetettség valószínűsítésére és lehetőséget ad a korai beavatkozásra. Ezt a szelektív szűrővizsgálati módszert eredményesen kell tudniuk alkalmazni az iskolai és intézeti pedagógusoknak, gyermekvédelmi, gyámügyi szakembereknek különösebb pszichológiai képzettség nélkül. Emellett a klinikai pszichológiai munkában kiegészítő diagnosztikai módszerként is alkalmazható. A prognosztikus skála 7-14 éves gyerekeknél alkalmazható.

A prognosztikus skála alkalmazása viszonylag egyszerű. A legfontosabb probléma azonban az, hogy a pontozásra kerülő adatok megbízhatók-e. Az alábbi források használhatók fel adatgyűjtés szempontjából:
- A gyermekkel állandó kapcsolatban álló felnőttek kikérdezése (szülők, egyéb családtagok, barátok, iskola- és sporttársak, pedagógusok). Előfordulhatnak a gyermek környezetében olyan személyek, akik véleményét előítéletek vagy személyes indulatok torzíthatják. Ebből a szempontból ajánlatos az eredmények "montázsszerű" feldolgozása, ami azt jelenti, hogy azokat az információkat fogadhatjuk el hitelesnek, melyek több oldalról megerősítést kaptak.
- A gyermek viselkedésének közvetlen megfigyelése különböző élethelyzetekben (iskola, család, társas kapcsolatok). Ajánlatos különböző időpontokban megismételni a megfigyelést.
- A gyermek eddigi életútjának rekonstrukciója (kemény adatok, másrészt tipikus, ismétlődő konfliktushelyzetek és megoldási módja)
- Környezettanulmány készítése (pl. otthoni körülmények)

A skála elkészítéséhez nem szükséges pszichológiai szakvizsgálat.

## Segítő technikák

### Magatartászavar kezelésének terápiás módszerei
Szülői tréning (PMT – Parent Management Trening)
Ennek során a viselkedészavaros gyermek szüleit hatékonyabb, következetesebb nevelési formákra tanítják egy strukturált, 8-12 üléses, szociális tanuláselméleti alapokon nyugvó tréning segítségével, ami a szülő-gyermek kapcsolatot javító stratégiákat tartalmaz.
Kognitív problémamegoldó képesség tréning (PSST- Problem-solving skills trening)

Ez a terápia magára a gyermekre illetve serdülőre fókuszál, lépésről lépésre haladva tanítja meg a gyermeknek a hatékonyabb probléma megoldási módokat, érzelemkifejezési lehetőségeket, ezáltal elősegítve a nem agresszív, szociálisan elfogadott válaszok repertoárjának gyarapodását. Egyéni ill. csoportos formában is alkalmazhatók, részei az ún. önkontroll technikák, öninstrukciós tréningek, szociális készség tréningek.
Multiszisztémás terápia (MST)

Mivel a gyermekek viselkedését és adaptációját rendszerek sokasága határozza meg (család, iskola, kortársak, közösségek), ezért ez a kezelés a rendszerekkel való interakciókra fókuszál. Nagy a variációs lehetőség, a család ill. a gyermek problémáinak, szükségleteinek megfelelően alakítható. Kombinációban hatékonyabb és tartósabb hatás érhető el. Lehetőségek: iskolai intervenciók, kortárs intervenciók. Szociális ellátórendszerek, családsegítő és gyermekjóléti szolgálatok, védőnői hálózat bevonása, prevenció. A gyógyszereknek a kezelési repertoárban nincs kiemelt szerepük, mivel nincs a viselkedési zavarra specifikusan ható szer. A céltünetek és a komorbid zavarok kezelésére, a pszichoterápia megalapozására, elősegítésére alkalmazhatnak pszichofarmakont, adekvát használatuk segítheti más terápiák sikerét.
Játékterápia

A magatartásproblémák hátterében gyakran valamilyen feldolgozatlan negatív élmény áll. A játékterápia során ezt az élményt felelevenítjük, feldolgozhatóvá tesszük. Ennek érdekében irányítani kell a játékválasztást és a játéktevékenységet. 

Ilyenek:
- konstruktív jellegű foglalkoztató játékok (pl. legóval vagy építőkockákkal),
- játékos formák élménytartalommal (pl. pszichodráma, bábozás, festés, rajzolás),
- közösségi játékok, melyek a szociális integrációt segítik elő (pl. labdajátékok, társasjátékok, táblán játszott játékok, mozgásos játékok).

Művészetterápia

A magatartászavaros gyermeknek a mélylélektani orientáltságú művészetterápia, hasonlóan a non-direktív játékterápiához különböző anyagok (pl. színek, hang, papír) széles körű kínálatát bocsátja szabadon rendelkezésre. Ezáltal a gyerek lehetőséget kap, hogy félelmét, érzéseit és konfliktusait képekben és szimbólumokban megfogalmazza. A művészetterápia serkenti a „képi közlésfolyamatot”, ami lehetővé teszi, az elfojtott és elnyomott indulatok kinyilvánítását szimbolikus formában.
- Ujjfestés technikája például kiváló módszer, amit már a 30-as években az USA-ban felhasználtak a pszichiátria keretében terápiára és diagnosztizálásra, A motorosan gátolt gyermeket a harmonikus munkaritmus csalogatja és feloldja, a hipermotilis gyermek pedig „ki tudja magát tombolni”.

Zeneterápia

A zeneterápia a non-verbális kommunikációjú zenével a pszichoterápiai diagnózistól függő eljárásokhoz tartozik és a neuropszichiátriai, pszichotikus és pszichoszomatikus betegeknél alkalmazzák sokszor.
- Aktív zeneterápiában a zene a gyerek személyes kifejezőeszköze, amivel az érzései szabadon kifejezhetők. Eszköze a zene létrehozása, alkotás mely egyszerű hangszerek, emberi hang segítségével aktív zenélés; improvizáció, hangszeres kommunikáció, a közös zenélés során biztosítja egyfajta katarzis megtapasztalását. Ez a módszer nagyon jó feszültségoldó és segít a magatartászavaros gyermekek destruktív személyiség-elemeinek átdolgozásában.
- E mellett a komplex zeneterápia is hatásosan alkalmazható, melynek lényege hogy, a zene által mozgósított élményeket, érzéseket improvizált mozgással vagy más modalitásokkal, terápiákkal egészítjük ki, a résztvevők a megéltekről – lehetőleg – szóban is megnyilvánulnak.

Az egyik ilyen komplex módszer szabad festés zenére. Hamburgban fejlesztették ki. A hang fejlesztő hatást gyakorol a gátlásos gyermekekre, agresszív, infantilis indulataikat segítségével le tudják vezetni.